# The Mall
Cet article traite de la rue londonienne, pour le parc de Washington, voir National Mall. Aussi ne doit pas être confondu avec la rue voisine de Pall Mall.
The Mall est une large avenue londonienne.

## Situation et accès
Longue de près d'un kilomètre, elle part de Charing Cross à l'est (prolongeant ainsi le Strand), passe sous l’Arche de l’amirauté et se termine à l'ouest par une place située devant le palais de Buckingham, au centre de laquelle se dresse le Victoria Memorial.
Bordée au sud par St James's Park et au nord par des bâtiments prestigieux tels que Lancaster House, Clarence House, le Palais Saint James, Marlborough House et Carlton House Terrace, cette artère est utilisée lors des cérémonies officielles (c'est pourquoi on la baptise aussi « the ceremonial route »), la couleur rougeâtre du macadam rappelant les tapis rouges d’autrefois.
La station de métro la plus proche est Charing Cross, où circulent les trains des lignes  Bakerloo  Northern.

## Origine du nom
Le nom de Mall vient du vieux mot français paille-maille, désignant le jeu de mail, sorte de croquet très à la mode au XVIIe siècle.

## Historique

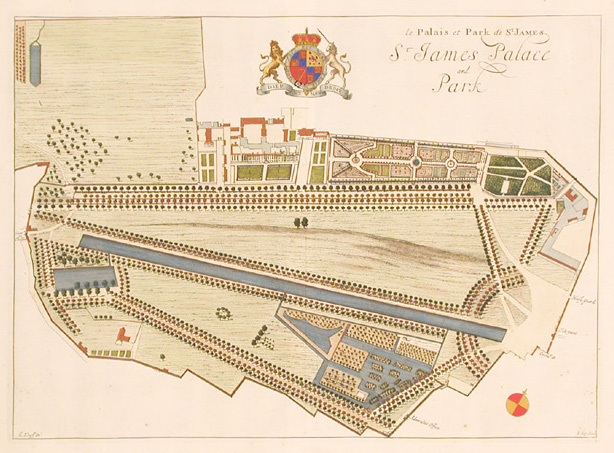
Plan de St James's Park, début XVIIIe siècle, par Jan Kip.

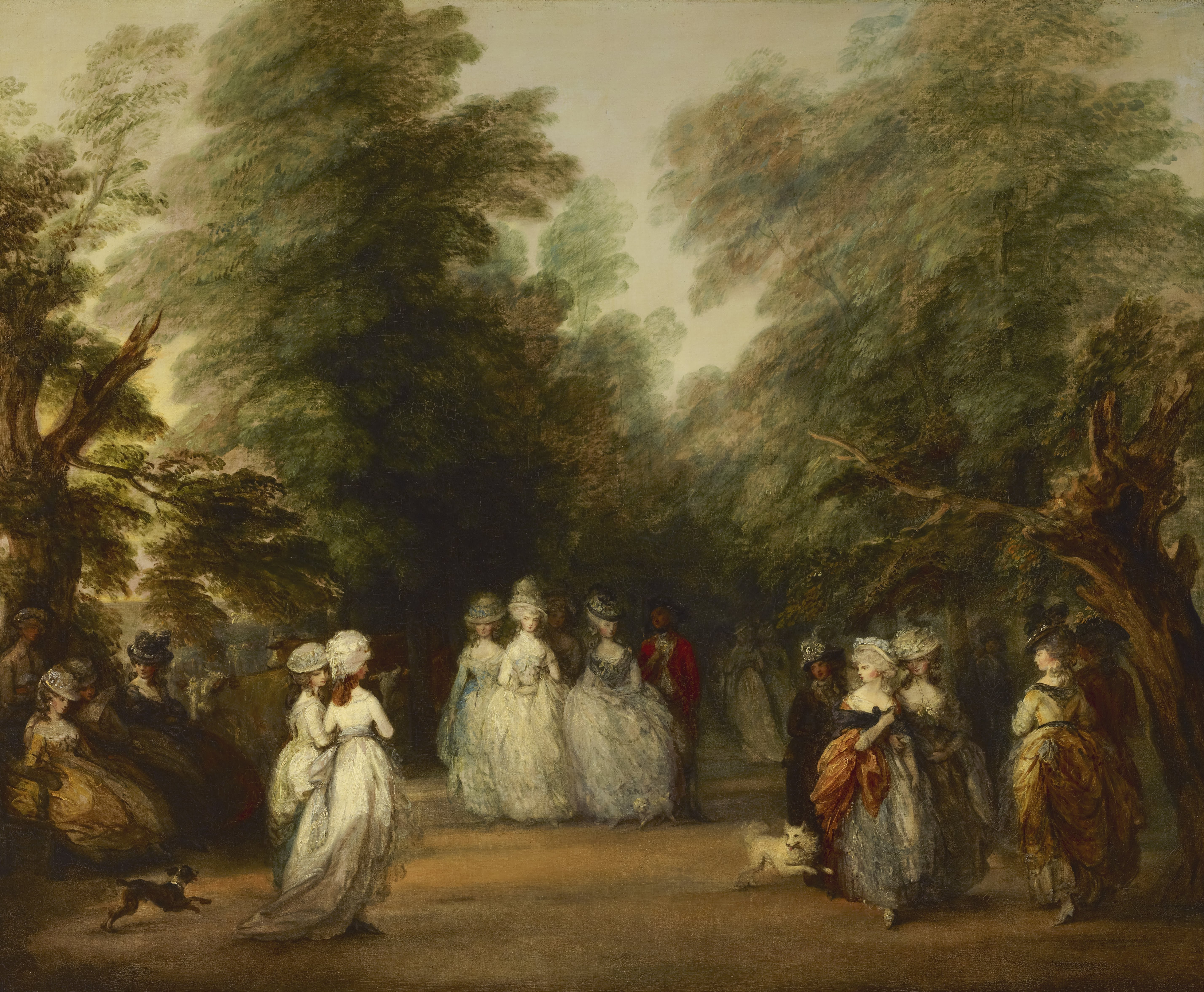
The Mall à St James's Park, vers 1783, Thomas Gainsborough, Frick Collection, New York.

Sous le règne de Charles II (1660-1685), St James's Park est remodelé dans le style français selon des plans attribués à André Le Nôtre, jardinier du roi Louis XIV. La longue avenue bordée d’arbres du Mall, lieu de promenade à la mode, y figure.
De 1828 à 1861, le Mall accueille en son milieu, Marble Arch, l'arc de triomphe de marbre que John Nash fait construire afin de servir d'entrée principale au palais de Buckingham. Mais la reine Victoria, qui le trouve hideux, le fait déplacer à son emplacement actuel.
La construction à son extrémité est de Admiralty Arch en 1906-1911, œuvre de l’architecte Aston Webb, achève la transformation de The Mall en artère royale. Jusque-là, une petite rue étroite et anodine, appelée Spring Gardens, reliait St James's Park à Trafalgar Square.

## Bâtiments remarquables et lieux de mémoire

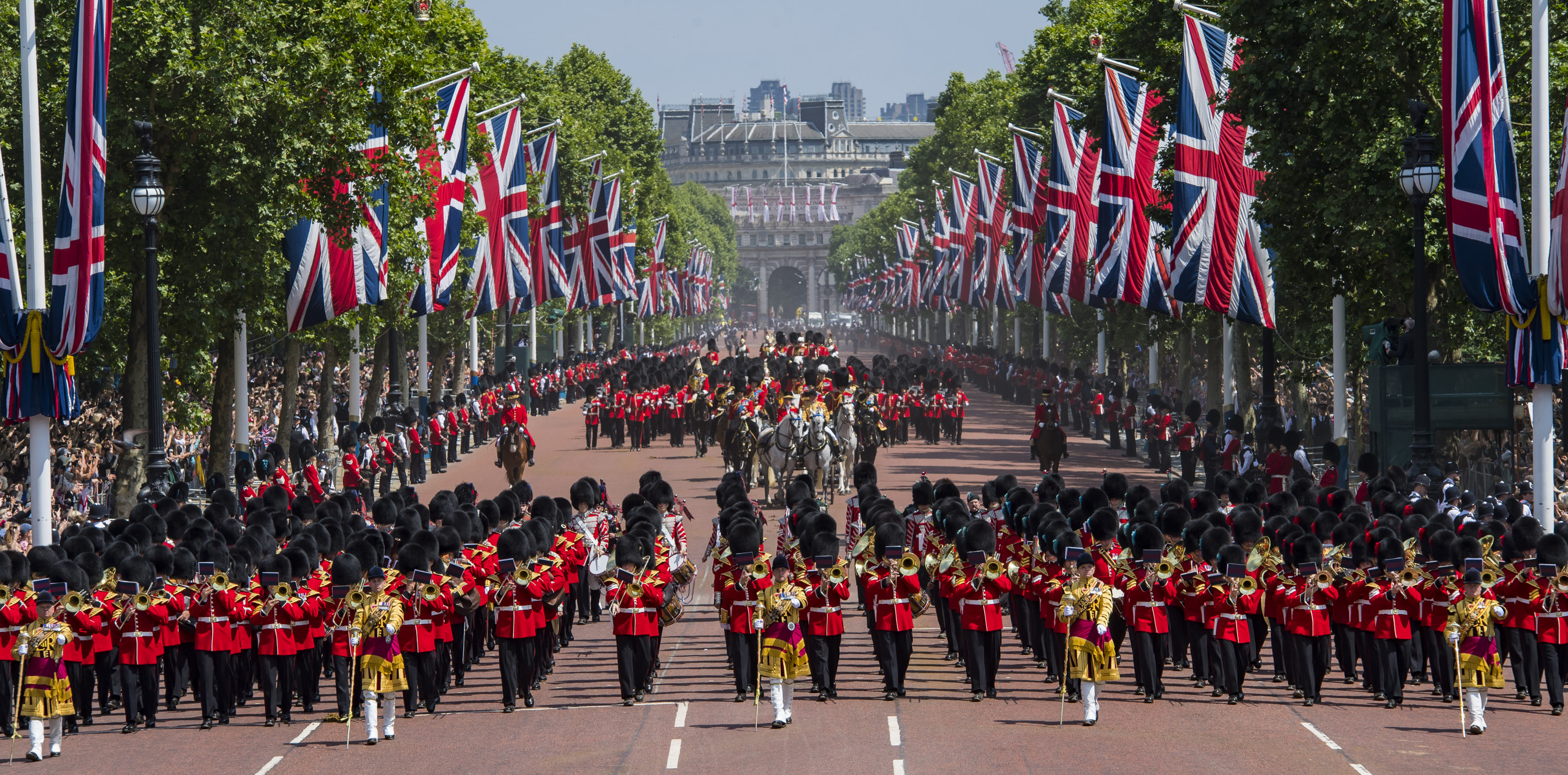
Les soldats de Coldstream Guards défilant le long du Mall lors du Trooping the Colour, 2018.

L'avenue est bordée, côté nord, par de prestigieuses demeures : Lancaster House, Clarence House et Carlton House Terrace.
The Mall est emprunté par la Garde qui assure quotidiennement sa relève à Buckingham (sauf les jours de pluie ou lorsque les raisons d'État l'exigent). Cette cérémonie militaire attire alors régulièrement, entre 11 h et midi, une foule nombreuse face aux grilles du palais royal, interrompant ainsi la circulation automobile, qui y est également interdite le dimanche et les jours fériés.
La circulation automobile est aussi interdite dans The Mall durant la cérémonie de Trooping the Colour, quand tous les régiments d'infanterie et cavalerie de la Garde de la Maison du souverain (Household Division ou division de la Maison royale) défilent le long de la rue, allant ou partant de la Horse Guards Parade, accompagnés par la famille royale britannique, qui, elle, se déplace en voiture à cheval. À la fin de la cérémonie, les Red Arrows et d'autres avions de la Royal Air Force survolent l'avenue.